# Bridewell Palace

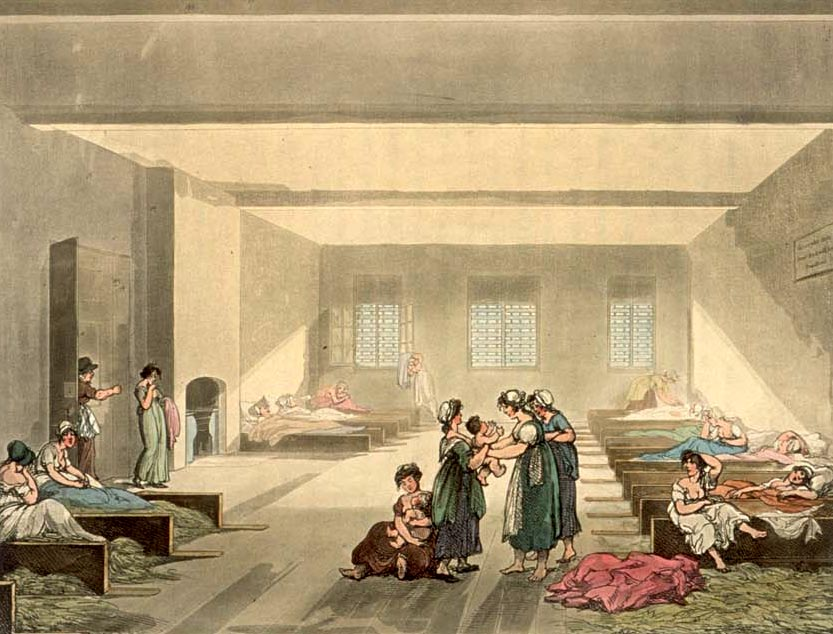
A Casa de Passe no Bridewell Palace, desenhada por Thomas Rowlandson e Augustus Pugin para o Microcosm of London de Ackermann (1808–1811).

O Bridewell Palace foi um palácio londrino que serviu de residência ao Rei Henrique VIII, tendo mais tarde sido transformado em albergue e prisão. O seu nome tornou-se sinónimo de esquadra de polícia e instalação de detenção na Inglaterra e na Irlanda.

## História
O palácio foi construído no sítio da estalagem medieval St Bride's Inn, pelo custo de £39.000, para Henrique VIII, o qual viveu ali entre 1515 e 1523. Erguendo-se nas margens do Rio Fleet, recebeu o nome (Bridewell - Poço de Bride) em referência ao vizinho poço dedicado a Santa Brígida de Kildare (St Bride). A delegação papal enviada pelo Papa Clemente VII realizou aqui encontros preliminares, em 1528, para discutir o divórcio entre o Rei e Catarina de Aragão. Sendo um projecto destinado a servir os interesse pessoais do Cardeal Thomas Wolsey, o palácio foi abandonado pelo rei depois da queda em desgraça de Wolsey, em 1530. Foi, então, arrendado ao Embaixador da França entre 1531 e 1539.
Em 1553, Eduardo VI concedeu o palácio à City of London para alojamento das crianças sem-abrigo e para punição das mulheres desordeiras. A City tomou posse total em 1556 e transformou o palácio em prisão, hospital e oficinas. Desde a sua doação à cidade, passou a funcionar, também, no Bridewell Palace uma escola conhecida como Bridewell Royal Hospital. 
O nome "Bridewell" também foi adoptado por outras prisões em Londres, incluindo a Clerkenwell Bridewell, inaugurada em 1615, e a Tothill Fields Bridewell, em Westminster.
Instituições semelhantes espalhadas pela Inglaterra, Irlanda e Canadá  também tomaram de empréstimo o nome Bridewell. Actualmente, o termo refere-se frequentemene ao principal estabelecimento de detenção de uma cidade, habitualmente contígua ao tribunal, como acontece em Nottingham, Leeds, Gloucester, Bristol, Dublin e Cork.
A maior parte do palácio foi destruída no Grande Incêndio de Londres, ocorrido entre 2 e 5 de Setembro de 1666, sendo o edifício reconstruído entre o resto de 1666 e 1667. Em 1700 tornou-se na primeira prisão a recrutar profissionais de saúde (um médico). A prisão foi encerrada em 1855 e o edifício destruído entre 1863 e 1864. A escola mudou-se para um novo local no Surrey, e alterou o nome para "King Edward's School, Witley", a qual celebrou, em 2003, o seu 450º aniversário.
A maior parte do terreno onde se erguia o antigo palácio está agora ocupado pelo Edifício Unilever, construído em 1931.

## Nota
1. ↑  Nesta época, os pobres vindos de fora de Londres apreendidos pelas autoridades podiam ser aprisionados durante sete dias antes de serem enviados de volta às suas paróquias. Ackermann refere-se à sala aqui representada como sendo destinada a "uma classe de mulheres miseráveis" entre os pobres; presumivelmente a existência de mães solteiras seria inaceitável para os seus leitores.
2. ↑  Escola do Rei Eduardo, Witley